# 田中健二 (アイスホッケー選手)
田中 健二（たなか けんじ、1962年7月3日 - ）は、日本の元アイスホッケー選手。
北海道苫小牧市出身。ポジションはフォワード。レフトハンド。背番号は14を背負っていた。

## 経歴
苫小牧市立和光中学校、駒澤大学附属苫小牧高等学校出身。
雪印乳業に入社し、アイスホッケー部に入部。
| サブスタブ | この項目は、まだ閲覧者の調べものの参照としては役立たない、書きかけの項目です。この項目を加筆・訂正などしてくださる協力者を求めています。このテンプレートは分野別のサブスタブテンプレートやスタブテンプレート（Wikipedia:分野別のスタブテンプレート参照）に変更することが望まれています。 |